# Wushenzhao
Wushenzhao (kinesiska: 乌审召, 乌审召苏木) är en socken i Kina. Den ligger i den autonoma regionen Inre Mongoliet, i den norra delen av landet, omkring 290 kilometer sydväst om regionhuvudstaden Hohhot.
Genomsnittlig årsnederbörd är 530 millimeter. Den regnigaste månaden är juli, med i genomsnitt 154 mm nederbörd, och den torraste är januari, med 1 mm nederbörd.